# Evangelij po Petru
Evangelij po Petru je apokrifni evangelij, izrazito pasijonske narave v zgodnji krščanski zgodovini, vendar je kasneje šel iz splošne uporabe. V novejših časih je znan iz pričevanja, še posebno iz med ljudstvom zelo razširjenega pisma Serapiona, antiohijskega škofa v letih med 190 - 203, ki je med preiskovanjem ugotovil, »da večina evangelija vsebuje pravi nauk Jezusa Kristusa«, prav tako pa, da lahko nekateri deli spodbudijo poslušalca, da zapade v doketizem (herezija, ki ne priznava, da bi Jezus imel pravo človeško telo). Serapionova obtožnica Evangelija po Petru je izgubljena, vendar jo omenja cerkveni zgodovinar Evzebij.